# Linia kolejowa Kamenz – Kamenz Nord
Linia kolejowa Kamenz – Kamenz Nord – nieczynna towarowa lokalna linia kolejowa przebiegająca przez teren kraju związkowego Saksonia, w Niemczech. Linia przebiega w całości na terenie miasta Kamenz i łączy stację Kamenz ze stacją towarową Kamenz Nord.